# St. Louis-Lambert nemzetközi repülőtér
A St. Louis-Lambert nemzetközi repülőtér (IATA: STL, ICAO: KSTL) az Amerikai Egyesült Államok egyik jelentős nemzetközi repülőtere, amely St. Louis közelében található. Éves utasforgalma 13 665 517 fő (2022). A repülőtér az USA 5., Észak-Amerika 50. legforgalmasabb repülőtere volt 2022-ben.

## Futópályák
A repülőtér futópályái:
- 06/24 (7607 ft, 150 ft, beton)
- 11/29 (9001 ft, 150 ft, beton)
- 12L/30R (9003 ft, 150 ft, beton)
- 12R/30L (11 019 ft, 200 ft, beton)

## Forgalom
Az utasforgalom az elmúlt években az alábbi módon változott:
| Utasok száma | 20 065 737 | 23 362 671 | 27 661 144 | 26 695 019 | 14 697 263 | 14 431 471 | 12 688 726 | 13 959 126 | 15 878 527 | 14 886 000 |
|              | 1990       | 1994       | 1997       | 2001       | 2005       | 2008       | 2012       | 2016       | 2019       | 2023       |

## Légitársaságok és úticélok
2024-ben a St. Louis-Lambert nemzetközi repülőtérről az alábbi járatok indulnak:

### Személy
| Légitársaság             | Célállomások | Források |
| ------------------------ | --- | -------- |
| Air Canada Express       | Toronto–Pearson Szezonális: Montréal–Trudeau | [ 3 ]    |
| Alaska Airlines          | Seattle/Tacoma Szezonális: Puerto Vallarta (kezdődik January 25, 2025) | [ 5 ]    |
| American Airlines        | Charlotte, Chicago–O'Hare, Dallas/Fort Worth, Los Angeles, Miami, New York–LaGuardia, Philadelphia, Phoenix–Sky Harbor, Washington–National Szezonális: Cancún | [ 6 ]    |
| American Eagle           | Boston, Chicago–O'Hare, Dallas/Fort Worth, New York–LaGuardia, Philadelphia, Washington–National | [ 6 ]    |
| Avelo Airlines           | New Haven | [ 8 ]    |
| Delta Air Lines          | Atlanta, Detroit, Minneapolis/St. Paul, Salt Lake City | [ 9 ]    |
| Delta Connection         | New York–LaGuardia | [ 9 ]    |
| Frontier Airlines        | Cancún, Dallas/Fort Worth, Denver, Las Vegas, Orlando Szezonális: Montego Bay, Punta Cana | [ 11 ]   |
| Lufthansa                | Frankfurt | [ 12 ]   |
| Southern Airways Express | Burlington (IA), Jackson (TN), Jonesboro, Quincy | [ 13 ]   |
| Southwest Airlines       | Atlanta, Austin, Baltimore, Boston, Burbank, Cancún, Charlotte, Chicago–Midway, Cleveland, Columbus–Glenn, Dallas–Love, Denver, Des Moines, Detroit, Fort Lauderdale, Fort Myers, Houston–Hobby, Jacksonville (FL), Kansas City, Las Vegas, Little Rock, Long Beach, Los Angeles, Miami, Milwaukee, Minneapolis/St. Paul, Nashville, New Orleans, New York–LaGuardia, Oakland, Oklahoma City, Omaha, Orlando, Philadelphia, Phoenix–Sky Harbor, Pittsburgh, Raleigh/Durham, Sacramento, Salt Lake City, San Antonio, San Diego, San Francisco, San Jose (CA), Sarasota, Tampa, Tulsa, Washington–National, Wichita Szezonális: Charleston (SC), Destin/Fort Walton Beach, Montego Bay, Myrtle Beach, Norfolk, Panama City (FL), Pensacola, Portland (OR), Punta Cana, San José del Cabo, San Juan, Savannah, Seattle/Tacoma, West Palm Beach (FL) | [ 17 ]   |
| Spirit Airlines          | Las Vegas, Orlando Szezonális: Fort Lauderdale | [ 18 ]   |
| Sun Country Airlines     | Szezonális: Minneapolis/St. Paul | [ 19 ]   |
| United Airlines          | Chicago–O'Hare, Denver, Houston–Intercontinental, Newark, San Francisco (újrakezdődik 2024. augusztus 19-től) | [ 21 ]   |
| United Express           | Chicago–O'Hare, Houston–Intercontinental, Newark, Washington–Dulles | [ 21 ]   |

### Cargo
| Légitársaság          | Célállomások                                                    | Források |
| --------------------- | --------------------------------------------------------------- | -------- |
| Amazon Air            | Baltimore, Ontario, San Bernardino                              | [ 22 ]   |
| DHL Aviation          | Cincinnati, Omaha                                               |          |
| FedEx                 | Indianapolis, Memphis, Minneapolis/St. Paul                     |          |
| United Parcel Service | Boise, Chicago–Rockford, Kansas City, Louisville, Portland (OR) |          |